# Cenit

Diagrama indicando la relación entre el cenit, el nadir, y los diferentes tipos de horizontes:
• astronomical horizon: ‘horizonte astronómico’
• true horizon: ‘horizonte verdadero’.

Proyección estereográfica de la esfera celeste con sus elementos más importantes

El cenit o zenit (en un ambiente más coloquial, cénit o zénit) es la intersección de la vertical de un lugar y la esfera celeste.
La palabra española proviene del árabe سمت الرأس (samt ur-ra’s), que significa ‘dirección de la cabeza’ o ‘camino encima de la cabeza’.
Es el punto más alto en el cielo en relación con el observador y se encuentra justo sobre la cabeza de este (90°).
La vertical de un lugar, o dirección de la gravedad en ese lugar, corta a la esfera celeste en dos puntos.
El punto diametralmente opuesto al cenit es el nadir.

## Origen
La palabra «cenit» deriva de una lectura inexacta de la expresión árabe سمت الرأس (samt al-ras), que significa ‘dirección de la cabeza’ o ‘camino sobre la cabeza’, según los escribas latinos medievales en la Edad Media (durante el siglo XIV), posiblemente a través del español antiguo.
Fue reducido a samt (‘dirección’) y mal escrito como «senit».
Posiblemente las letras «ni» se malinterpretaron como una «m».
La palabra «cenit» apareció por primera vez en el siglo XVII posiblemente a través del cenit francés.

## Relevancia y uso

Ángulos y planos de una esfera celeste.

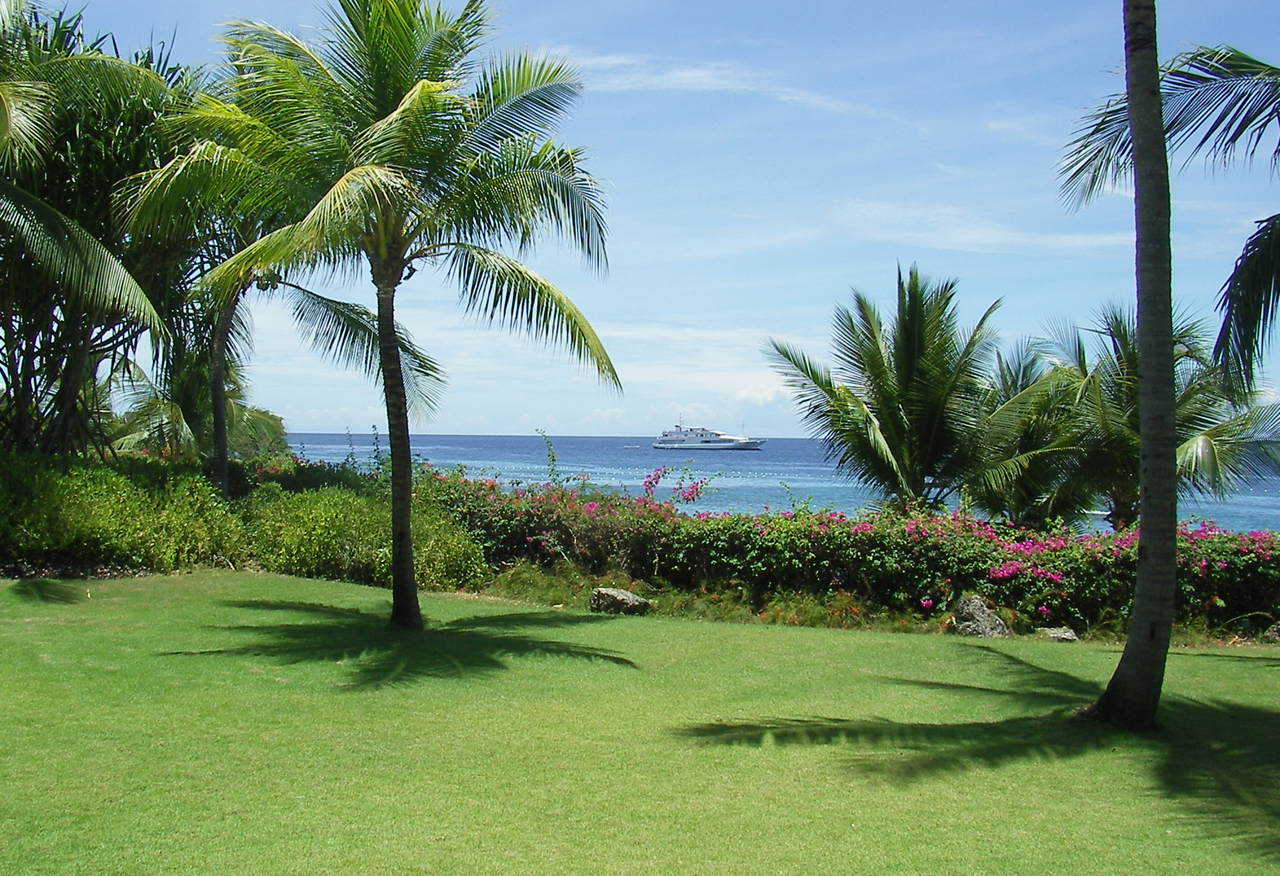
Las sombras de los árboles son las más cortas de la Tierra cuando el Sol está directamente sobre nuestras cabezas (en el cenit).
Esto ocurre solo al mediodía solar en ciertos días en los trópicos, donde la latitud de los árboles y la declinación del Sol son iguales.

El término cenit a veces significa el punto más alto alcanzado por un cuerpo celeste en su camino aparente diario alrededor de un punto de observación dado.
Este sentido de la palabra se usa a menudo para describir la posición del Sol («El sol alcanzó su cenit»), pero para un astrónomo, el Sol no tiene su propio cenit y está solo en el cenit si está directamente sobre la cabeza del astrónomo.
En un contexto científico, el cenit es la dirección de referencia para medir el ángulo cenital (o distancia angular cenital), el ángulo entre una dirección de interés (por ejemplo, una estrella) y el cenit local, es decir, el complemento del ángulo de altitud.
El Sol alcanza el cenit del observador cuando se encuentra a 90° sobre el horizonte, y esto solo ocurre entre el trópico de Cáncer y el trópico de Capricornio.
En la astronomía islámica, el paso del Sol sobre el cenit de La Meca se convierte en la base de la observación de la qibla por sombras dos veces al año, el 27/28 de mayo y el 15/16 de julio.
En un lugar determinado durante el transcurso de un día, el Sol alcanza no solo su cenit sino también su nadir, en la antípoda de ese lugar a 12 horas del mediodía solar.
En astronomía, la altitud en el sistema de coordenadas horizontales y el ángulo cenital son ángulos complementarios, con el horizonte perpendicular al cenit.
El meridiano astronómico también está determinado por el cenit y se define como un círculo en la esfera celeste que pasa por el cenit, el nadir y los polos celestes.
Un telescopio cenital es un tipo de telescopio diseñado para apuntar directamente hacia arriba o cerca del cenit, y se utiliza para medir con precisión las posiciones de las estrellas, para simplificar la construcción del telescopio, o ambos.
El Observatorio Orbital de Escombros de la NASA
y el Gran Telescopio Cenital son ambos telescopios cenitales, ya que el uso de espejos líquidos significaba que estos telescopios solo podían apuntar hacia arriba.
En la Estación Espacial Internacional, se utilizan el cenit y el nadir en lugar de arriba y abajo, refiriéndose a las direcciones dentro y alrededor de la estación, en relación con la Tierra.
Algunos telescopios están diseñados con espejos líquidos giratorios (por ejemplo, mercurio).
Debido a que deben permanecer permanentemente verticales, este tipo de telescopio tiene un campo de observación restringido en el cenit.

## Algunos hechos
El cenit es diferente para cada observador (excepto para los observadores que están uno encima del otro, pero eso es raro).
Para un observador en el polo norte o sur, la línea cenital coincide con el eje de la Tierra, el eje alrededor del cual gira la Tierra.
Desde el polo norte, el observador ve la estrella polar en el cenit, que se encuentra casi en el polo norte celeste.
Los cuerpos celestes con una declinación igual a la latitud del observador pasarán exactamente por el cenit en su órbita diaria.
El cenit y el eje de rotación de la Tierra son la base del sistema de coordenadas del horizonte para registrar la posición de los cuerpos celestes (con acimut y altura).
Junto con el polo celeste, el cenit determina el plano meridiano de ese sistema de coordenadas.

## Conceptos básicos de orientación en la esfera celeste
La astronomía está relacionada con la orientación en el espacio, y consiste en mirar al cielo, y moviendo la mirada de un cuerpo celeste a otro, el astrónomo conecta las direcciones en las que se ve el cuerpo.
La posición del cuerpo se proyecta sobre la superficie de una esfera, que se denomina esfera celeste.
Debido a las grandes distancias entre los cuerpos celestes, uno puede imaginar que la esfera celeste también está a una gran distancia.
Objetos cercanos, como un avión o un satélite artificial, en la esfera celeste cambiarán rápidamente su posición mutua, y las estrellas mucho más distantes, aunque en realidad se están moviendo, mantendrán una disposición proyectada aparentemente igual por más tiempo.
Por tanto, la posición del cuerpo está determinada por las direcciones y los ángulos entre ellas.
Las coordenadas esféricas se utilizan para registrar la posición en la esfera celeste, al igual que las coordenadas geográficas se utilizan para determinar la posición en la superficie terrestre.
Los puntos importantes del globo son los polos, los puntos por los que pasa el eje de rotación de la Tierra.
Una propiedad muy importante, la dirección de rotación, no puede determinarse sino sobre la base de la experiencia.
Se dice que la Tierra gira como un tornillo de mano derecha que se mueve del polo sur al polo norte.
La dirección también se puede determinar considerando la forma en que se mueve la manecilla del reloj.
Mirando el polo norte de la Tierra, gira en sentido contrario a las agujas del reloj.
Usando el meridiano se cuentan las longitudes; se cuentan como este u oeste, de 0° a 180°.
El meridiano inicial es el que, por convenio, pasa por el observatorio de Greenwich, un suburbio de Londres.
Los paralelos pasan verticalmente a los meridianos.
El paralelo de mayor extensión es el ecuador, y desde él se cuentan las latitudes norte y sur de 0° a 90°.
Hay innumerables meridianos y paralelos.
En astronomía se utilizan varios sistemas de coordenadas (sistemas de coordenadas celestes).
Cada uno de ellos tiene un círculo base (como el ecuador terrestre) y un semicírculo inicial (como el meridiano inicial de Greenwich) a partir del cual se cuentan las coordenadas.

### Movimiento diario del cielo
La aparición inmediata de fenómenos en el cielo es provocada por los movimientos de la Tierra.
La rotación de la Tierra es la causa de la aparente rotación de la esfera celeste y del cambio de día y noche.
No importa si lo que está girando es la Tierra o es la esfera celeste con todas las estrellas y galaxias.
En este último caso, las velocidades relativas de las estrellas tendrían que superar la velocidad de la luz, y faltarían muchos pequeños fenómenos que proporcionan evidencia física y astronómica del movimiento de la Tierra.
Estos fenómenos son:
- la rotación del plano de oscilación (péndulo de Foucault),
- la desviación hacia el este durante la caída libre,
- el aplanamiento de la Tierra,
- la aparición de paralaje diurno,
- la aberración diurna de la luz y otros.

Sin comprender la esencia física, lo que significa no conocer el tamaño limitado de la Tierra y sus movimientos, los cambios inmediatamente visibles en el cielo no son fáciles de interpretar.
Por eso pasó mucho tiempo hasta que el hombre logró comprender y explicar los fenómenos que veía en el cielo.

### Eje celeste, ecuador celeste y meridiano celeste
El área visible del cielo depende de la posición del observador y del momento de observación.
Cada observador en la Tierra se encuentra en un plano horizontal, y la dirección de la gravedad, la vertical, es normal a ese plano.
La dirección de la vertical indica una plomada tranquila suspendida libremente.
Si la vertical se prolonga hacia la esfera celeste, perforará en un punto que depende de la posición geográfica y la hora del día, porque la Tierra gira.
Debido a la rotación de la Tierra, la vertical describe una cúpula alrededor del eje alargado de la Tierra o eje celeste.
El eje celeste atraviesa la esfera celeste en los polos celestes norte y sur.
El eje celeste es una dirección imaginaria idéntica al eje de rotación de la Tierra, que atraviesa la esfera celeste en los polos celestes norte y sur.
La Estrella Polar se encuentra aproximadamente en el punto del polo norte celeste.
La esfera celeste parece girar alrededor del eje celeste (la aparente rotación es causada por la rotación de la Tierra).
Todos los cuerpos celestes parecen girar alrededor del eje celeste.
El plano del ecuador terrestre, prolongado hasta la esfera celeste, corta sobre ella un círculo o ecuador celeste.
El ecuador celeste es la proyección del ecuador terrestre sobre la esfera celeste.
El plano al que pertenece el ecuador celeste es «normal» (‘perpendicular’) al eje celeste.
El plano del meridiano en el que se encuentra el observador corta la esfera celeste a lo largo del gran círculo o meridiano celeste.
El meridiano celeste es un gran círculo imaginario en la esfera celeste que pasa por los polos celestes norte y sur y contiene la proyección del cuerpo celeste cuyo meridiano se observa.
El meridiano del observador pasa a través de los polos celestes y contiene el cenit y el nadir del observador.
Dado que el observador no siente subjetivamente la rotación de la Tierra, le parece que la esfera celeste gira alrededor del eje de la Tierra y en dirección opuesta.

### Horizonte, cenit y nadir
El plano horizontal en el que se sitúa el observador es el plano del horizonte, y el círculo que corta sobre la esfera celeste es el horizonte.
El horizonte es un gran círculo de la esfera celeste, creado por la intersección del plano que pasa por la posición del observador con la esfera celeste y es normal a la dirección cenit-nadir.
El horizonte visible (en superficies abiertas como el mar) está por debajo del horizonte astronómico debido a la curvatura de la superficie terrestre (esto también es causado por la altitud y la refracción de la atmósfera terrestre).
Los puntos donde la normal o vertical atraviesa la esfera celeste son el cenit y el nadir.
El cenit es un punto en la esfera celeste ubicado directamente sobre el observador.
El nadir es el punto de la esfera celeste opuesto al cenit (debajo del observador).
En árabe significa ‘opuesto’.
Las estrellas giran alrededor del eje celeste en círculos llamados círculos diurnos.
Algunas estrellas, las más cercanas al polo norte celeste, están constantemente sobre el horizonte (constelaciones circumpolares).
Algunas estrellas se elevan por encima del horizonte y se ponen por debajo del horizonte.
La intersección del ecuador celeste con el horizonte se define como el punto este del horizonte (I) y como el punto oeste del horizonte (Z).
El meridiano celeste pasa por el cenit, los polos celestes norte y sur.
La intersección del meridiano y el horizonte más cerca del polo norte celeste es el punto norte del horizonte (S), y opuesto a él, el punto sur del horizonte (J).
Los cuatro puntos principales del horizonte (S, J, Z e I) están determinados por el movimiento diurno aparente del cielo y la diferencia entre los polos, y están separados en el horizonte por un ángulo recto.
Las estrellas salen por el lado este del horizonte, suben al meridiano celeste, donde alcanzan su mayor altura o se dice que pasan por la culminación superior.
Continuando con el círculo, se posaron en el lado occidental del horizonte.
Después de eso, las estrellas pasarán por la posición más baja o culminación más baja.
Sobre el horizonte, las estrellas se mueven de este a oeste.
Las estrellas circumpolares nunca se ponen y las estrellas anticircunpolares nunca salen.
Todas las estrellas, observadas en todas las latitudes, sean circumpolares o no, pasan por la culminación superior en esa mitad del meridiano (el meridiano está dividido en dos por los polos celestes norte y sur) que contiene el cenit; por la culminación inferior la estrella pasará en esa mitad del meridiano que contiene el nadir.
Las partes de los círculos diurnos sobre el horizonte son arcos diurnos.
Una estrella ubicada en el círculo diurno al norte del ecuador celeste sale entre los puntos norte (S) y este (I) del horizonte, y se pone entre los puntos norte y oeste (Z) del horizonte.
Al sur de la línea este-oeste, las estrellas que se encuentran al sur del ecuador celeste salen y se ponen.

## Otros usos
Hay periscopios especiales, para submarinos, destinados a observar el cenit. Se llaman altiscopios.
Natural o artificial, la luz cenital se proyecta verticalmente desde un punto superior. Joan Pich i Pon, en una de sus piquiponadas famosas, hablaba de «luz genital».